# 象耳豆
象耳豆（学名：Enterolobium cyclocarpum）为豆科象耳豆属下的一个种。落葉大型喬木，原產於中、南美洲。中国广东、广西、福建沿海、江西、浙江南部有栽培。台灣亦有引進栽植。象耳豆生长迅速，可作行道树與綠化庭园。其嫩枝可作绿肥，树皮含单宁约15%，供硝皮或洗涤用；成熟的荚果亦供洗涤用。

## 圖片

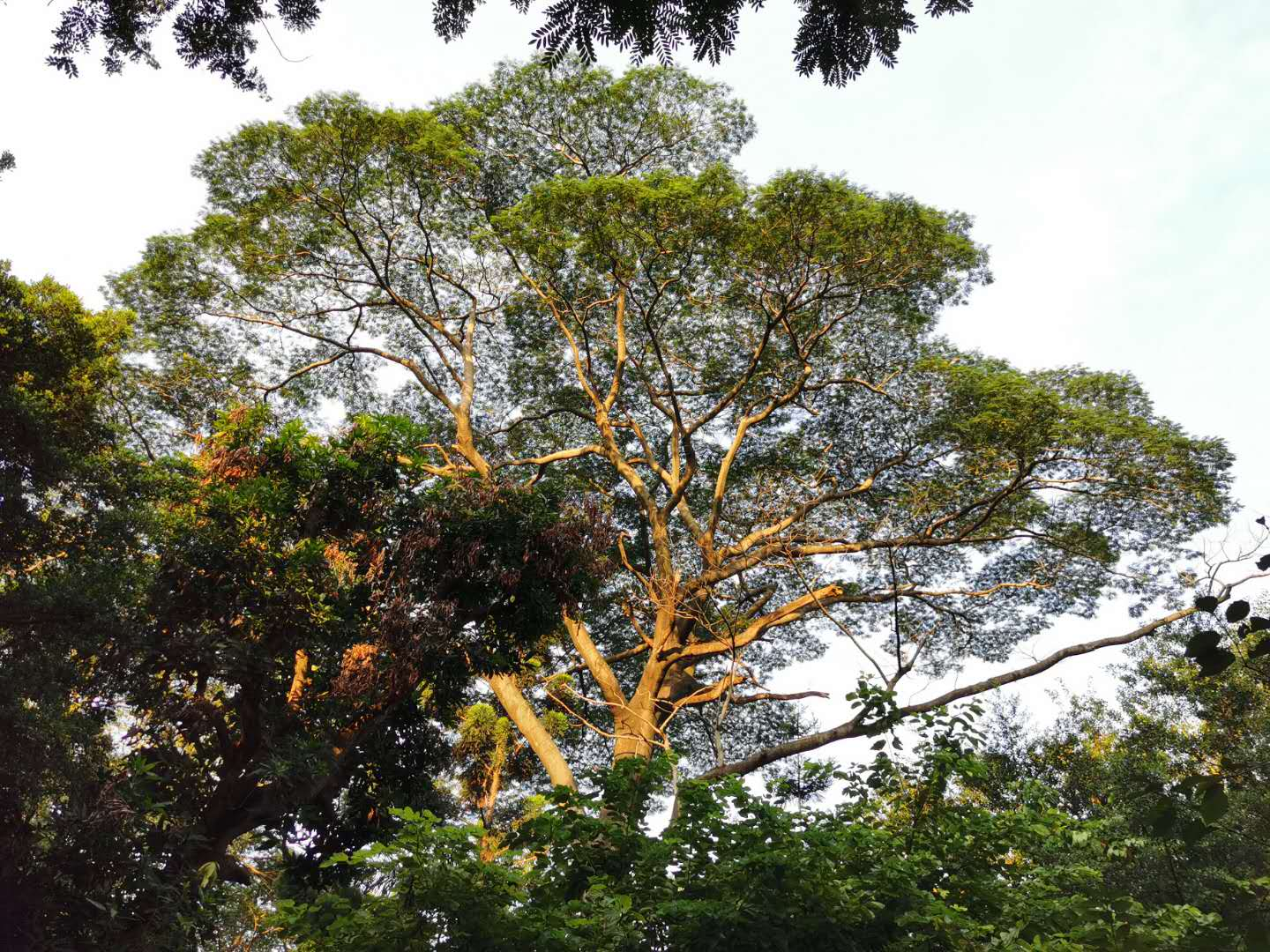
象耳豆為大型落葉喬木，生長迅速
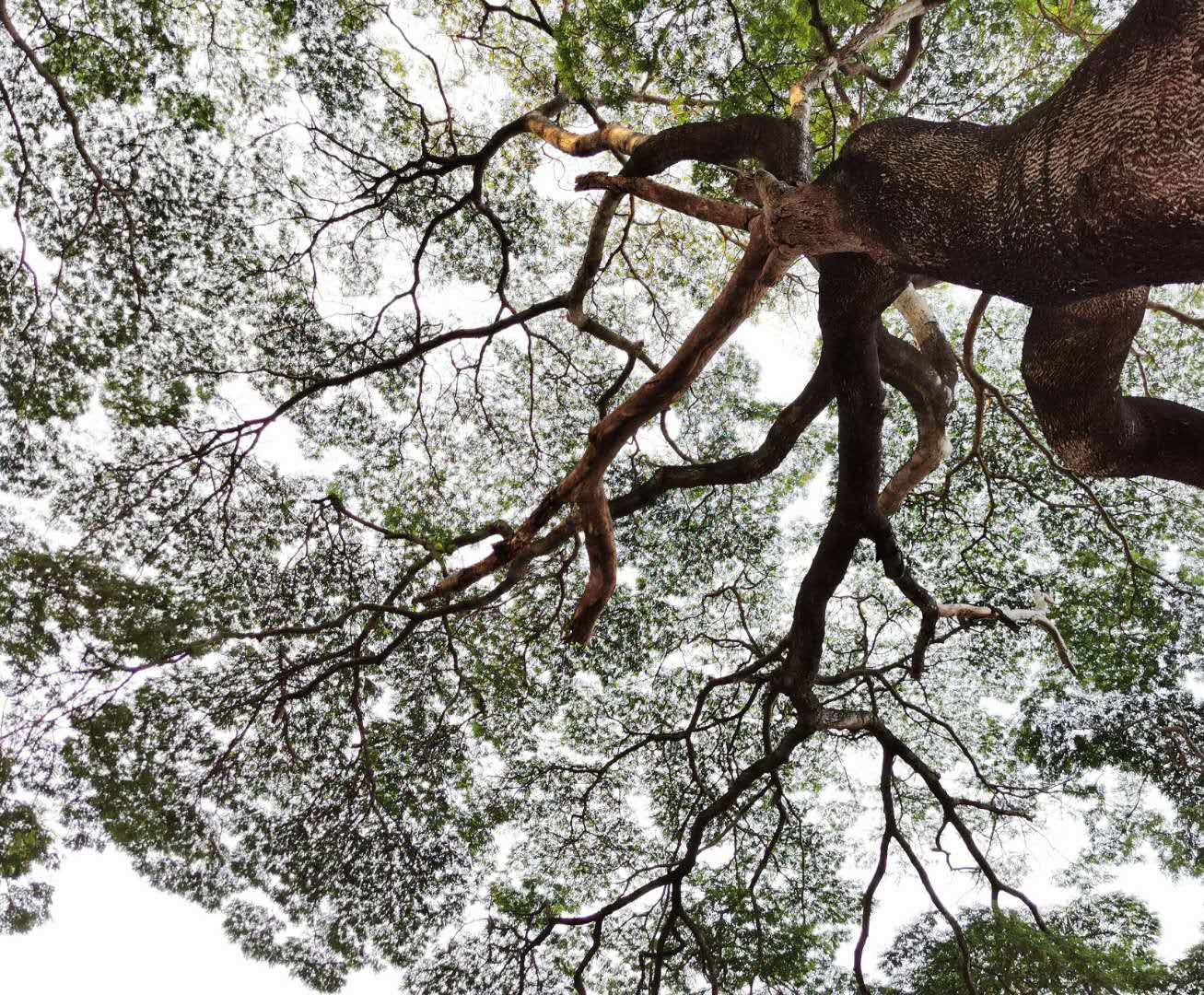
象耳豆是哥斯大黎加的國樹
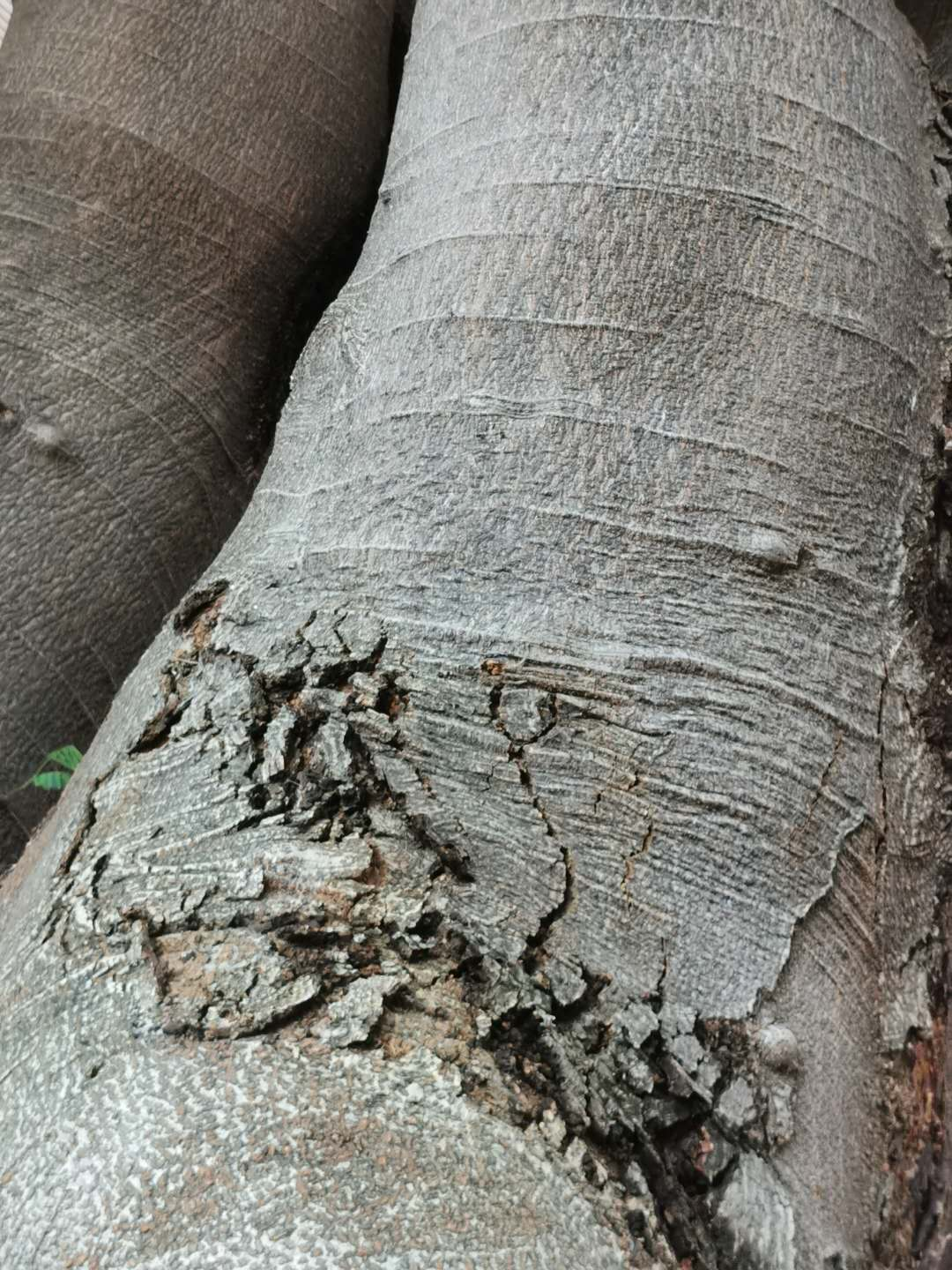
樹幹上之環紋為象耳豆的一項特徵